# سابین تیموتئو
سابین تیموتئو (انگلیسی: Sabine Timoteo؛ زادهٔ ۲۵ مارس ۱۹۷۵) بازیگر اهل سوئیس است.
از فیلم‌ها یا برنامه‌های تلویزیونی که وی در آن نقش داشته‌است می‌توان به دوست من، اشباح، حرکت براونی، شگفتی‌ها، ساحل فوترو، مرکز دنیای من، و ۷ دقیقه اشاره کرد.
وی همچنین برندهٔ جوایزی همچون جایزه فیلم سوئیس شده‌است.